# Estación ferroviario de Palaeofarsalos
La estación de tren de Palaiofarsalos (en griego: Sidirodromikos Stathmós Palaiofarsálos, romanizado: Sidirodromikós Stathmós Palaiofarsálou) es una estación de tren cerca de Farsala en la unidad regional de Larissa, Grecia. Está ubicado en el pueblo de Stavros, 12 kilómetros (7,5 millas) al oeste de Farsala. Está situado en el cruce del ferrocarril principal Pireo-Plato, y el ramal a Trikala y Kalambaka. Es servida por trenes interurbanos entre Atenas y Tesalónica y por trenes locales a Kalambaka.

## Historia
La estación de Palaiofarsalos se inauguró en 1908 como Demerli, en el punto de encuentro entre la línea métrica de Thessaly Railways (S.Th.) y la línea estándar del Piraeus-Demerli-Sinoron Railway (S.P.D.S.) o “Larissaykos”.
Después de la Primera Guerra Mundial, el estado griego planeó la construcción ambiciosa de varias líneas y enlaces ferroviarios nuevos, incluida una línea de vía estándar desde Kalambaka hasta Kozani y luego Veroia, creando una conversión de la ruta de Volos a Kalambaka en vía estándar. En 1927 se tomaron las decisiones pertinentes a partir de 1928 se trabajó en la construcción de la nueva línea desde Kalambaka. Pero un año después, estaba claro que el proyecto superaría los costos estimados muchas veces. En 1932, las obras de construcción se detuvieron y siguen sin terminar.
En 1955, Thessaly Railways fue absorbida por Hellenic State Railways (SEK).  En 1970, OSE se convirtió en el sucesor legal de SEK y asumió la responsabilidad de la mayor parte de la infraestructura ferroviaria de Grecia. En 1971, los Ferrocarriles Estatales Helénicos se reorganizaron en OSE, asumiendo las responsabilidades de la mayor parte de la infraestructura ferroviaria de Grecia. Fue durante este tiempo que se reconstruyó la estación en estilo modernista, en el que aún se mantienen las marquesinas.
El tráfico de carga se redujo drásticamente cuando el monopolio estatal de OSE para el transporte de productos agrícolas y fertilizantes terminó a principios de la década de 1990. Se cerraron muchas estaciones pequeñas de la red con poco tráfico de pasajeros, especialmente en la sección de la línea principal y entre Karditsa y Kalampaka. En 2001, la sección entre Kalampaka y Palaiofarsalos se convirtió de vía estrecha (1000 mm) a vía estándar (1435 mm) y se conectó físicamente en Palaiofarsalos con la línea principal de Atenas a Tesalónica. Desde actualizar? sin embargo, los tiempos de viaje mejoraron y la unificación del ancho de vía permitió que los servicios directos, incluso los servicios InterCity, unieran Sofades y Kalambaka con Atenas y Tesalónica.
En 2009, con el desarrollo de la crisis de la deuda griega, la dirección de OSE se vio obligada a reducir los servicios en toda la red. Los horarios se redujeron y las rutas se cerraron cuando la entidad administrada por el gobierno intentó reducir los gastos generales. En 2017, el sector de transporte de pasajeros de OSE se privatizó como TrainOSE, actualmente una subsidiaria de propiedad total de Ferrovie dello Stato Italiane, la infraestructura, incluidas las estaciones, permaneció bajo el control de OSE.
En septiembre de 2020, el ciclón Ianos azotó Grecia. La estación de tren de Palaiofarsalos permaneció temporalmente fuera de servicio, y las rutas Thessaloniki-Paleofarsalos terminaron en Larissa.
En julio de 2022, la estación comenzó a ser atendida por Hellenic Train, el TranOSE renombrado.

## Facilidades
La estación está ubicada en un edificio de estación de ladrillo de la era de 1960, renovado a principios del siglo XXI pero ahora un poco deteriorado. ¿A partir de (2008) la estación no tiene personal, sin una oficina de reservas con personal? sin embargo, hay salas de espera y está equipado con baños. El acceso a los andenes se realiza a través de un metro bajo las líneas. Las plataformas tienen refugios con asientos, y los asientos están disponibles bajo las marquesinas modernistas originales de la década de 1960. Hay pantallas de salida y llegada con pantallas de matriz de puntos y carteles de horarios en las plataformas, así como un buffet/cafetería. También hay estacionamiento en la explanada. La estación ha sido víctima de reiterados actos de vandalismo.

## Servicios
La estación es un centro regional, con una serie de servicios que hacen escala en la estación. Es servida por los trenes de la línea Atenas-Tesalónica y la línea Palaiofarsalos-Kalambaka, con trenes InterCity Express e InterCity entre Atenas y Tesalónica, servicios de parada Express y Regional a Kalambaka y Larissa.

## Galería

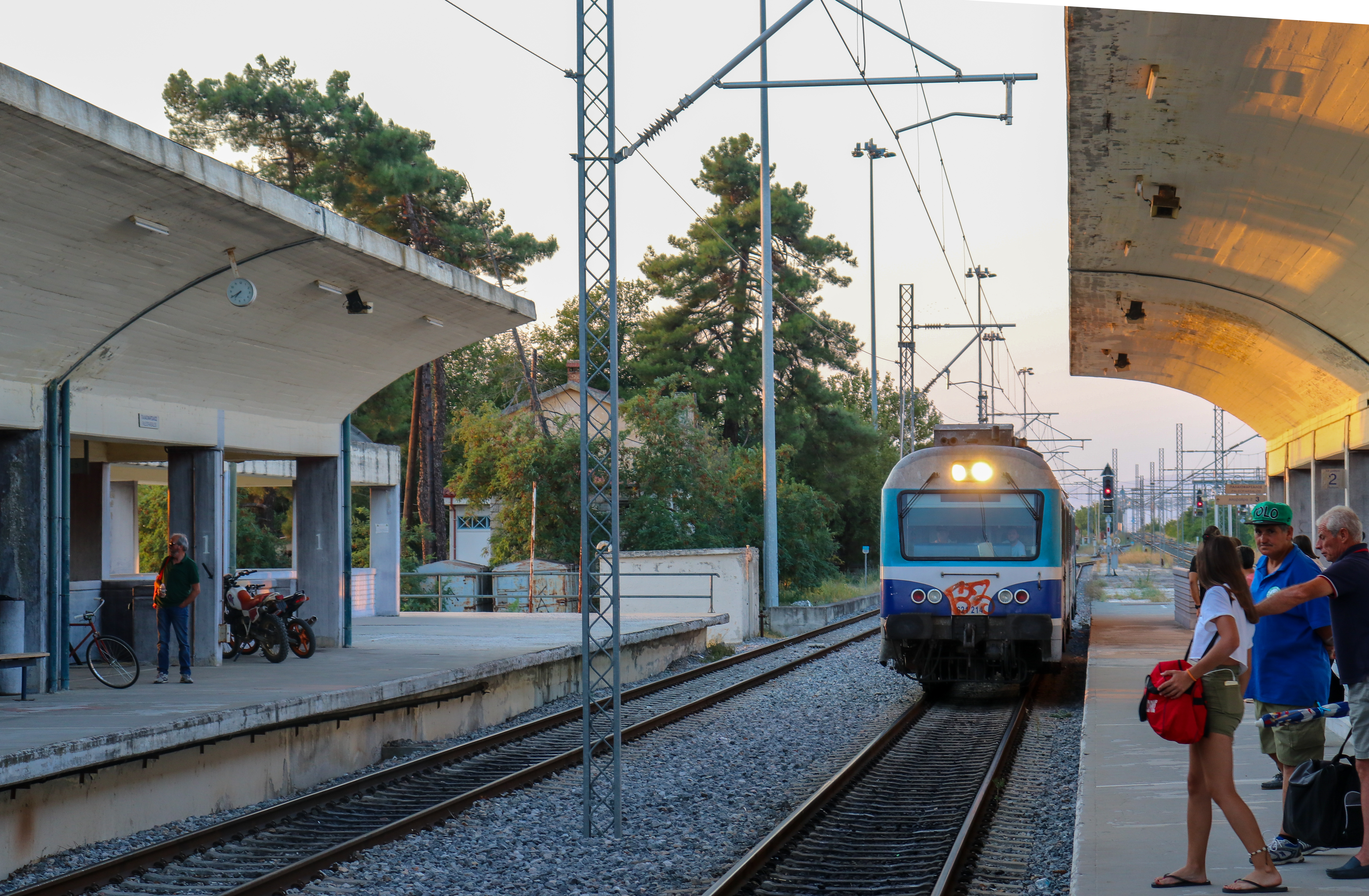
Vista de la estación, año 2019
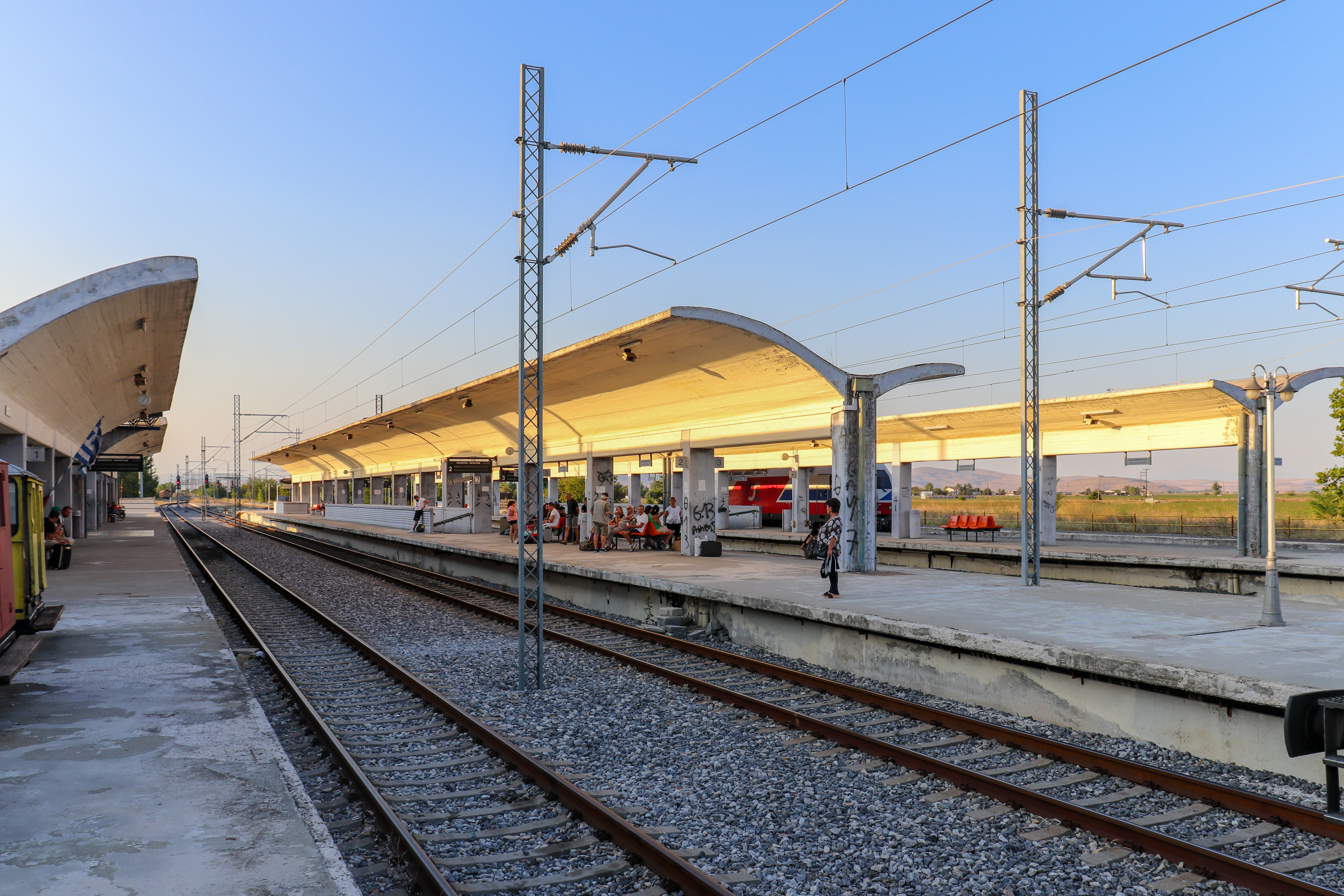
Vista frontal en el costado de espera de pasajeros, año 2019
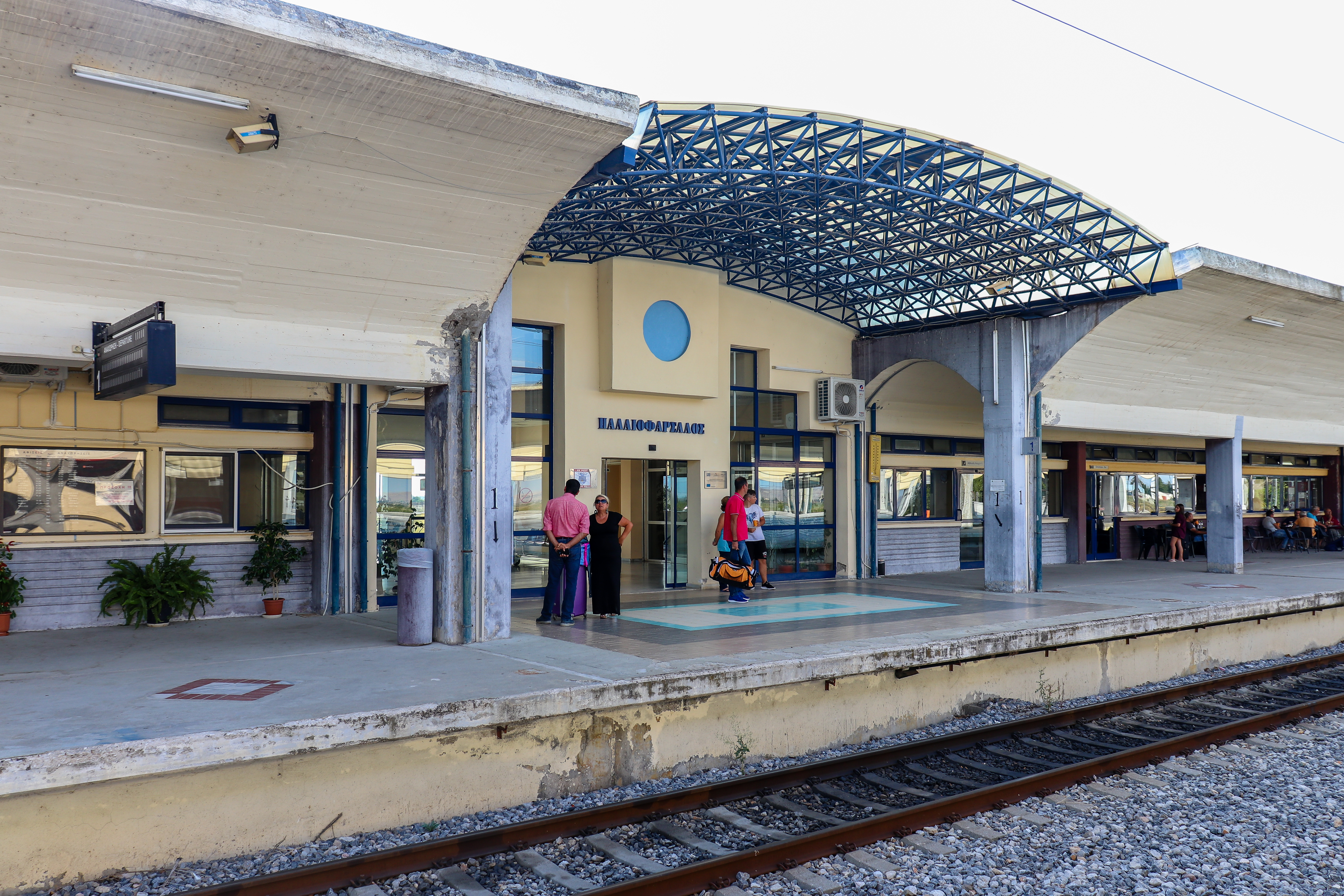
Vista al frente de la estación, 2019
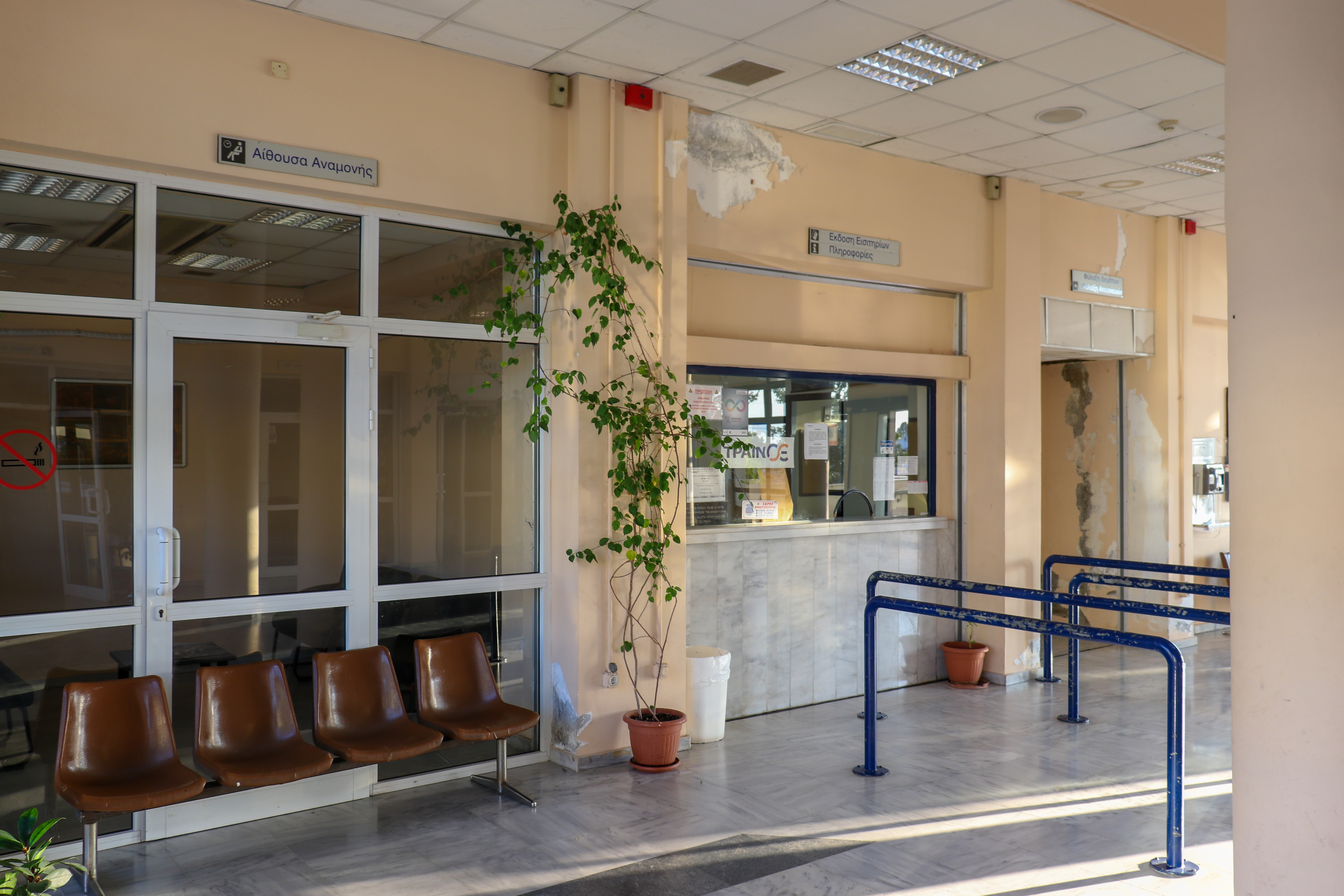
Vista de la taquilla, 2019